# 진실 추적자 탐사코드
《진실 추적자 탐사코드》는 JTBC의 프로그램이다. 대한민국을 뜨겁게 달궜던 큰 이야기는 물론 사회적 약자들이 겪어야 했던 작은 이야기들까지, 그곳에서 겉으로 보이는 사실 뿐만 아니라 그 속에 숨어있는 진실을 찾는 프로그램이다.

## 방송 시간
- 2011년 12월 4일 ~ 2013년 7월 26일 : 매주 금요일 저녁 11시 00분